# Torneo Apertura LNF 2025
El Torneo Apertura 2025 de la Liga Nacional Femenina fue la decimoquinta edición del torneo de Baloncesto Femenino Chileno. El Campeonato inició el 22 de marzo de 2025.
Esta nueva edición del torneo se jugó con 11 equipos. De la pasada edición se resta la Universidad de la Frontera, mientras que se cuenta con el ascenso de 2 escuadras desde la Segunda División LNF 2024: Club Brisas (campeonas) y la Universidad Austral de Chile (subcampeonas).
La escuadra de Sportiva Italiana se vuelve a consagrar como campeona del básquetbol femenino nacional, sumando su octava corona en su historia. Además, este título significa el séptimo conseguido de forma consecutiva.

## Sistema de Campeonato

### Fase Zonal
Los 11 elencos participantes fueron divididos en 2 grupos según ubicación geográfica, jugando en la modalidad de todos contra todos en dos ruedas. Los equipos que finalicen en los 2 primeros puestos de cada grupo clasifican a play-offs. 

### Play-offs
Los 4 equipos jugarán los play-off en una etapa que se definiría en series/cruces al mejor de tres enfrentamientos. El equipo peor clasificado hace el primer partido de local, mientras que los partidos 2 y 3 (este último de ser necesario) se juegan en casa del mejor clasificado de la serie.

### Final
Disputada por las escuadras que avancen de semifinales. Se juega al mejor de 3 partidos. El peor clasificado ejerce localía en el primer juego, mientras que el mejor clasificado juega de local los partidos 2 y 3 (de ser necesario).

## Relevos
| Pos | a Primera División           |
| --- | ---------------------------- |
| 1   | Club Brisas                  |
| 2   | Universidad Austral de Chile |

| Pos | Retirado                   |
| --- | -------------------------- |
| R.° | Universidad de la Frontera |

| Pos | a Primera División           |
| --- | ---------------------------- |
| 1   | Club Brisas                  |
| 2   | Universidad Austral de Chile |

| Pos | Retirado                   |
| --- | -------------------------- |
| R.° | Universidad de la Frontera |

## Equipos participantes

### Información
|  |

| \| Equipo \| Región \| Comuna o ciudad \| \| ---------------------------- \| --------------------------------- \| --------------- \| \| Gimnástico Viña del Mar \| Valparaíso \| Viña del Mar \| \| Colegio Los Leones \| Valparaíso \| Quilpué \| \| Sportiva Italiana \| Valparaíso \| Valparaíso \| \| Sergio Ceppi \| Metropolitana \| La Cisterna \| \| Club Brisas \| Metropolitana \| La Cisterna \| \| Municipal Puente Alto \| Metropolitana \| Puente Alto \| \| Universidad de Concepción \| Biobío \| Concepción \| \| Universidad Austral de Chile \| Los Ríos \| Valdivia \| \| CD Escuela Alemana Paillaco \| Los Ríos \| Paillaco \| \| CEB Puerto Montt \| Los Lagos \| Puerto Montt \| \| Español de Punta Arenas \| Magallanes y la Antártica Chilena \| Punta Arenas \| |                                   |                 |
| Equipo | Región                            | Comuna o ciudad |
| Gimnástico Viña del Mar | Valparaíso                        | Viña del Mar    |
| Colegio Los Leones | Valparaíso                        | Quilpué         |
| Sportiva Italiana | Valparaíso                        | Valparaíso      |
| Sergio Ceppi | Metropolitana                     | La Cisterna     |
| Club Brisas | Metropolitana                     | La Cisterna     |
| Municipal Puente Alto | Metropolitana                     | Puente Alto     |
| Universidad de Concepción | Biobío                            | Concepción      |
| Universidad Austral de Chile | Los Ríos                          | Valdivia        |
| CD Escuela Alemana Paillaco | Los Ríos                          | Paillaco        |
| CEB Puerto Montt | Los Lagos                         | Puerto Montt    |
| Español de Punta Arenas | Magallanes y la Antártica Chilena | Punta Arenas    |

| Equipos de Santiago                                                                      |
| ---------------------------------------------------------------------------------------- |
| Sergio Ceppi Club Brisas Municipal Puente Alto Ubicación de los clubes del Gran Santiago |

| Equipos de la Región de Valparaíso                                                        |
| ----------------------------------------------------------------------------------------- |
| Gimnástico Colegio Los Leones Sportiva Ubicación de los clubes de la Región de Valparaíso |

### Grupo Centro
| Equipo                     | Ciudad                 | Entrenador             | Gimnasio                  | Capacidad | Marca      | Auspiciador       |
| -------------------------- | ---------------------- | ---------------------- | ------------------------- | --------- | ---------- | ----------------- |
| Sportiva Italiana          | Valparaíso             | Gianluca Pozo          | Fortín Prat               | 3.000     | Playoff    | UVM               |
| Club Brisas                | Santiago (La Cisterna) | Javier Escobar Cariceo | Club Brisas               | 800       | Zeus-Sport |                   |
| Colegio Los Leones         | Quilpué                | Álvaro Chacón Escobar  | Colegio Los Leones        | 800       | Zeus-Sport | Knop Laboratorios |
| Gimnástico de Viña del Mar | Viña del Mar           | Jorge Fuentes Opazo    | Arena Arlegui             | 1.400     | Playoff    |                   |
| Sergio Ceppi               | Santiago (La Cisterna) | Roberto Ostoic Rozzi   | Sergio Ceppi              | 500       | Playmaker  |                   |
| Municipal Puente Alto      | Santiago (Puente Alto) | Julia Acevedo          | Municipal Irene Velásquez | 3.000     | Playoff    | CMPC              |

Refuerzos extranjeras
| Equipo                     | Jugadora 1      | Jugadora 2             | Cambio 1        | Cambio 2       |
| -------------------------- | --------------- | ---------------------- | --------------- | -------------- |
| Sportiva Italiana          | Laila Raviolo   | Monique Soares Pereira |                 |                |
| Club Brisas                | Catalina Fessia |                        |                 |                |
| Colegio Los Leones         | Akilah Bethel   | Alexus Johnson         | Ionna Mc Kenzie | Keiunna Walker |
| Gimnástico de Viña del Mar | Gisell Ramírez  | Arleny González        |                 |                |
| Sergio Ceppi               | Galilea Jiménez |                        |                 |                |
| Municipal Puente Alto      | Kwanza Murray   | Jessika Carter         | Mabel Martínez  |                |

### Grupo Sur
| Equipo                       | Ciudad       | Entrenador              | Gimnasio                                                | Capacidad | Marca      | Auspiciador |
| ---------------------------- | ------------ | ----------------------- | ------------------------------------------------------- | --------- | ---------- | ----------- |
| Universidad de Concepción    | Concepción   | Patricio Fernández Díaz | Casa del Deporte                                        | 2.000     | Macron     |             |
| Universidad Austral de Chile | Valdivia     | Andrea Bilbao Lillo     | Teja 1 (UACh)                                           | 1.000     | IMTEX      | MG Autos    |
| Escuela Alemana Paillaco     | Paillaco     | Matías Contreras        | Municipal de Paillaco                                   |           | LivePRO    | Suralum     |
| Puerto Montt Básquetbol      | Puerto Montt | Erik Báez León          | Municipal Mario Marchant                                | 2.000     | Zeus-Sport | Coolbet     |
| Español de Punta Arenas      | Punta Arenas | David Sequera           | Confederación Deportiva de Magallanes Español de Osorno | 1.800     | Playoff    |             |

1. ↑  Ejerce en ocasiones su localía en Osorno para recorrer menores distancias cuando visita a los demás equipos del grupo sur.

Refuerzos extranjeras
| Equipo                       | Jugadora 1           | Jugadora 2      | Cambio 1       | Cambio 2       |
| ---------------------------- | -------------------- | --------------- | -------------- | -------------- |
| Universidad de Concepción    | Camila Suárez        | Jade Compton    |                |                |
| Universidad Austral de Chile | Stephany Luján       |                 |                |                |
| Escuela Alemana Paillaco     | Valeria Fernández    | Agustina García | Mariah Miller  | Chelsey Gipson |
| Puerto Montt Básquetbol      | Regina Carosio       | Jacqueline Soto | Ximena Becerra | Betsy Guilarte |
| Español de Punta Arenas      | Sofia Paoli Carranza | Melina Niz      |                |                |

## Tabla de posiciones

### Grupo Centro[3]
| Pos | Equipo                     | PTOS | PJ | PG | PP | AF  | EC  | DIF  |
| --- | -------------------------- | ---- | -- | -- | -- | --- | --- | ---- |
| 1.  | Municipal Puente Alto      | 19   | 10 | 9  | 1  | 839 | 586 | 253  |
| 2.  | Sportiva Italiana          | 18   | 10 | 8  | 2  | 872 | 554 | 318  |
| 3.  | Colegio Los Leones         | 17   | 10 | 7  | 3  | 769 | 622 | 147  |
| 4.  | Sergio Ceppi               | 13   | 10 | 3  | 7  | 569 | 721 | -152 |
| 5.  | Gimnástico de Viña del Mar | 12   | 10 | 2  | 8  | 578 | 746 | -168 |
| 6.  | Club Brisas                | 11   | 10 | 1  | 9  | 473 | 871 | -398 |

     Clasifica a Playoffs

#### Fixture Grupo Centro[4]
| Semana 1     | Semana 1  | Semana 1           | Semana 1        | Semana 1    | Semana 1 |
| Local        | Resultado | Visita             | Gimnasio        | Fecha       | Hora     |
| ------------ | --------- | ------------------ | --------------- | ----------- | -------- |
| Sergio Ceppi | 74-38     | Club Brisas        | Sergio Ceppi    | 22 de marzo | 20:30    |
| Puente Alto  | 79-57     | Colegio Los Leones | Irene Velásquez | 23 de marzo | 12:00    |
| Gimnástico   | 42-87     | Sportiva Italiana  | Arena Arlegui   | 23 de marzo | 19:00    |

| Semana 2           | Semana 2  | Semana 2              | Semana 2           | Semana 2    | Semana 2 |
| Local              | Resultado | Visita                | Gimnasio           | Fecha       | Hora     |
| ------------------ | --------- | --------------------- | ------------------ | ----------- | -------- |
| Club Brisas        | 50-90     | Gimnástico            | Club Brisas        | 29 de marzo | 20:30    |
| Sportiva Italiana  | 80-67     | Municipal Puente Alto | Fortín Prat        | 30 de marzo | 12:00    |
| Colegio Los Leones | 67-59     | Sergio Ceppi          | Colegio Los Leones | 30 de marzo | 19:00    |

| Semana 3              | Semana 3  | Semana 3          | Semana 3           | Semana 3   | Semana 3 |
| Local                 | Resultado | Visita            | Gimnasio           | Fecha      | Hora     |
| --------------------- | --------- | ----------------- | ------------------ | ---------- | -------- |
| Sergio Ceppi          | 43-77     | Sportiva Italiana | Sergio Ceppi       | 5 de abril | 19:00    |
| Municipal Puente Alto | 85-60     | Gimnástico        | Irene Velásquez    | 6 de abril | 15:00    |
| Colegio Los Leones    | 94-34     | Club Brisas       | Colegio Los Leones | 6 de abril | 19:00    |

| Semana 4           | Semana 4  | Semana 4              | Semana 4           | Semana 4    | Semana 4 |
| Local              | Resultado | Visita                | Gimnasio           | Fecha       | Hora     |
| ------------------ | --------- | --------------------- | ------------------ | ----------- | -------- |
| Club Brisas        | 44-101    | Municipal Puente Alto | Club Brisas        | 11 de abril | 20:00    |
| Sportiva Italiana  | 74-63     | Colegio Los Leones    | Fortín Prat        | 12 de abril | 19:00    |
| Gimnástico         | 65-62     | Sergio Ceppi          | Arena Arlegui      | 12 de abril | 19:00    |
| Colegio Los Leones | 76-51     | Gimnástico            | Colegio Los Leones | 13 de abril | 12:00    |
| Club Brisas        | 47-97     | Sportiva Italiana     | Club Brisas        | 13 de abril | 19:30    |
| Sergio Ceppi       | 52-94     | Municipal Puente Alto | Sergio Ceppi       | 13 de abril | 20:00    |

| Semana 5           | Semana 5  | Semana 5              | Semana 5           | Semana 5    | Semana 5 |
| Local              | Resultado | Visita                | Gimnasio           | Fecha       | Hora     |
| ------------------ | --------- | --------------------- | ------------------ | ----------- | -------- |
| Club Brisas        | 47-76     | Sergio Ceppi          | Club Brisas        | 25 de abril | 20:30    |
| Sportiva Italiana  | 105-49    | Gimnástico            | Fortín Prat        | 26 de abril | 15:00    |
| Colegio Los Leones | 80-88     | Municipal Puente Alto | Colegio Los Leones | 27 de abril | 12:00    |

| Semana 6              | Semana 6  | Semana 6              | Semana 6                  | Semana 6  | Semana 6 |
| Local                 | Resultado | Visita                | Gimnasio                  | Fecha     | Hora     |
| --------------------- | --------- | --------------------- | ------------------------- | --------- | -------- |
| Municipal Puente Alto | 93-79     | Sportiva Italiana     | Municipal Irene Velásquez | 3 de mayo | 16:30    |
| Sergio Ceppi          | 54-75     | Colegio Los Leones    | Sergio Ceppi              | 3 de mayo | 17:00    |
| Gimnástico            | 63-65     | Club Brisas           | Arena Arlegui             | 3 de mayo | 20:00    |
| Sportiva Italiana     | 114-42    | Sergio Ceppi          | Fortín Prat               | 4 de mayo | 12:00    |
| Club Brisas           | 64-103    | Colegio Los Leones    | Club Brisas               | 4 de mayo | 18:30    |
| Gimnástico            | 51-62     | Municipal Puente Alto | Arena Arlegui             | 4 de mayo | 20:00    |

| Semana 7              | Semana 7  | Semana 7          | Semana 7                  | Semana 7   | Semana 7 |
| Local                 | Resultado | Visita            | Gimnasio                  | Fecha      | Hora     |
| --------------------- | --------- | ----------------- | ------------------------- | ---------- | -------- |
| Municipal Puente Alto | 84-49     | Club Brisas       | Municipal Irene Velásquez | 10 de mayo | 12:00    |
| Sergio Ceppi          | 73-58     | Gimnástico        | Sergio Ceppi              | 10 de mayo | 20:30    |
| Colegio Los Leones    | 73-70     | Sportiva Italiana | Colegio Los Leones        | 11 de mayo | 12:00    |

| Semana 8              | Semana 8  | Semana 8           | Semana 8                  | Semana 8   | Semana 8 |
| Local                 | Resultado | Visita             | Gimnasio                  | Fecha      | Hora     |
| --------------------- | --------- | ------------------ | ------------------------- | ---------- | -------- |
| Sportiva Italiana     | 89-35     | Club Brisas        | Fortín Prat               | 17 de mayo | 20:30    |
| Gimnástico            | 49-81     | Colegio Los Leones | Arena Arlegui             | 18 de mayo | 12:00    |
| Municipal Puente Alto | 86-34     | Sergio Ceppi       | Municipal Irene Velásquez | 18 de mayo | 12:00    |

### Grupo Sur[5]
| Pos | Equipo                       | PTOS | PJ | PG | PP | AF  | EC  | DIF  |
| --- | ---------------------------- | ---- | -- | -- | -- | --- | --- | ---- |
| 1.  | Universidad de Concepción    | 15   | 8  | 7  | 1  | 731 | 491 | 240  |
| 2.  | Escuela Alemana Paillaco     | 13   | 8  | 5  | 3  | 624 | 522 | 102  |
| 3.  | Puerto Montt Básquetbol      | 13   | 8  | 5  | 3  | 511 | 565 | -54  |
| 4.  | Español de Punta Arenas      | 10   | 8  | 2  | 6  | 495 | 596 | -101 |
| 5.  | Universidad Austral de Chile | 9    | 8  | 1  | 7  | 492 | 679 | -187 |

     Clasifica a Playoffs

#### Fixture Grupo Sur[6]
| Semana 1 | Semana 1  | Semana 1             | Semana 1 | Semana 1    | Semana 1 |
| Local    | Resultado | Visita               | Gimnasio | Fecha       | Hora     |
| -------- | --------- | -------------------- | -------- | ----------- | -------- |
| UACh     | 65-67     | Puerto Montt Básquet | Teja 1   | 22 de marzo | 18:00    |

| Semana 2             | Semana 2  | Semana 2                 | Semana 2       | Semana 2    | Semana 2 |
| Local                | Resultado | Visita                   | Gimnasio       | Fecha       | Hora     |
| -------------------- | --------- | ------------------------ | -------------- | ----------- | -------- |
| Puerto Montt Básquet | 49-83     | UdeC                     | Mario Marchant | 29 de marzo | 16:00    |
| UACh                 | 60-90     | Escuela Alemana Paillaco | Teja 1         | 29 de marzo | 19:00    |

| Semana 3 | Semana 3  | Semana 3                 | Semana 3         | Semana 3   | Semana 3 |
| Local    | Resultado | Visita                   | Estadio          | Fecha      | Hora     |
| -------- | --------- | ------------------------ | ---------------- | ---------- | -------- |
| UdeC     | 78-71     | Escuela Alemana Paillaco | Casa del Deporte | 5 de abril | 16:30    |

| Semana 4                 | Semana 4  | Semana 4                | Semana 4              | Semana 4    | Semana 4 |
| Local                    | Resultado | Visita                  | Gimnasio              | Fecha       | Hora     |
| ------------------------ | --------- | ----------------------- | --------------------- | ----------- | -------- |
| Puerto Montt Básquet     | 68-55     | Español de Punta Arenas | Mario Marchant Binder | 11 de abril | 20:00    |
| Escuela Alemana Paillaco | 72-75     | Español de Punta Arenas | Municipal de Paillaco | 12 de abril | 19:00    |
| UACh                     | 45-99     | UdeC                    | Teja 1                | 12 de abril | 20:00    |
| Español de Punta Arenas  | 62-72     | UACh                    | Español de Osorno     | 13 de abril | 19:30    |

| Semana 5                | Semana 5  | Semana 5                 | Semana 5                      | Semana 5    | Semana 5 |
| Local                   | Resultado | Visita                   | Gimnasio                      | Fecha       | Hora     |
| ----------------------- | --------- | ------------------------ | ----------------------------- | ----------- | -------- |
| UdeC                    | 88-63     | Puerto Montt Básquet     | Casa del Deporte              | 26 de abril | 16:00    |
| Español de Punta Arenas | 50-74     | Escuela Alemana Paillaco | Conf. Deportiva de Magallanes | 26 de abril | 21:00    |
| UdeC                    | 124-56    | UACh                     | Casa del Deporte              | 27 de abril | 15:00    |

| Semana 6                 | Semana 6  | Semana 6             | Semana 6                      | Semana 6  | Semana 6 |
| Local                    | Resultado | Visita               | Gimnasio                      | Fecha     | Hora     |
| ------------------------ | --------- | -------------------- | ----------------------------- | --------- | -------- |
| Escuela Alemana Paillaco | 87-85     | UdeC                 | Municipal de Paillaco         | 3 de mayo | 19:00    |
| Español de Punta Arenas  | 65-76     | Puerto Montt Básquet | Conf. Deportiva de Magallanes | 3 de mayo | 21:00    |
| Escuela Alemana Paillaco | 91-64     | UACh                 | Municipal de Paillaco         | 4 de mayo | 18:00    |

| Semana 7                 | Semana 7  | Semana 7             | Semana 7                      | Semana 7   | Semana 7 |
| Local                    | Resultado | Visita               | Gimnasio                      | Fecha      | Hora     |
| ------------------------ | --------- | -------------------- | ----------------------------- | ---------- | -------- |
| Escuela Alemana Paillaco | 83-50     | Puerto Montt Básquet | Municipal de Paillaco         | 10 de mayo | 19:30    |
| Español de Punta Arenas  | 66-92     | UdeC                 | Conf. Deportiva de Magallanes | 10 de mayo | 21:00    |

| Semana 8             | Semana 8  | Semana 8                 | Semana 8              | Semana 8   | Semana 8 |
| Local                | Resultado | Visita                   | Gimnasio              | Fecha      | Hora     |
| -------------------- | --------- | ------------------------ | --------------------- | ---------- | -------- |
| Puerto Montt Básquet | 60-56     | Escuela Alemana Paillaco | Mario Marchant Binder | 16 de mayo | 20:00    |
| UACh                 | 60-68     | Español de Punta Arenas  | Teja 1                | 17 de mayo | 18:00    |
| UdeC                 | 82-54     | Español de Punta Arenas  | Casa del Deporte      | 18 de mayo | 16:00    |
| Puerto Montt Básquet | 78-70     | UACh                     | Mario Marchant Binder | 18 de mayo | 20:00    |

## Play-Offs
|  | Semifinales | Semifinales               | Semifinales | Semifinales       | Semifinales |    |    | Final                 | Final | Final | Final |  |
|  |             |                           |             |                   |             |    |    |                       |       |       |       |  |
|  |             |                           |             |                   |             |    |    |                       |       |       |       |  |
|  | 1C          | Municipal Puente Alto     | 92          | 61                | 83          |    |    |                       |       |       |       |  |
|  | 1C          | Municipal Puente Alto     | 92          | 61                | 83          |    |    |                       |       |       |       |  |
|  | 2S          | Escuela Alemana Paillaco  | 81          | 68                | 75          |    |    |                       |       |       |       |  |
|  | 2S          | Escuela Alemana Paillaco  | 81          | 68                | 75          |    | 1C | Municipal Puente Alto | 70    | 58    |       |  |
|  |             |                           |             |                   |             |    | 1C | Municipal Puente Alto | 70    | 58    |       |  |
|  |             |                           | 2C          | Sportiva Italiana | 76          | 59 |    |                       |       |       |       |  |
|  | 1S          | Universidad de Concepción | 2C          | Sportiva Italiana | 76          | 59 | 68 | 63                    |       |       |       |  |
|  | 1S          | Universidad de Concepción |             |                   |             |    | 68 | 63                    |       |       |       |  |
|  | 2C          | Sportiva Italiana         | 69          | 80                |             |    |    |                       |       |       |       |  |
|  | 2C          | Sportiva Italiana         | 69          | 80                |             |    |    |                       |       |       |       |  |
|  |             |                           |             |                   |             |    |    |                       |       |       |       |  |

### Semifinales

#### 1CMunicipal Puente Altovs2SEscuela Alemana Paillaco
| 21 de mayo de 2025 Partido 1               | Escuela Alemana Paillaco                                                                    | 81–92 (Series: 0-1)                   | Municipal Puente Alto                                                                        | Paillaco                                                                           |  |  |
| 18:00                                      | Parciales: 15-28, 27-27, 20-16, 19-21                                                       | Parciales: 15-28, 27-27, 20-16, 19-21 | Parciales: 15-28, 27-27, 20-16, 19-21                                                        |                                                                                    |  |  |
|                                            | Estadísticas Tatiana Gómez (34) Tatiana Gómez (15) Valeria Fernández (7) Tatiana Gómez (44) | Reporte Pts Reb Asts Val              | Estadísticas (44) Kwanza Murray (11) Catalina Ramírez (5) Damaris Alarcón (50) Kwanza Murray | Pabellón: Gimnasio Municipal de Paillaco Árbitros: C. Ramírez I. Pozo E. Jaramillo |  |  |
| Municipal Puente Alto lidera la serie, 1-0 |                                                                                             |                                       |                                                                                              |                                                                                    |  |  |
|                                            |                                                                                             |                                       |                                                                                              |                                                                                    |  |  |

| 23 de mayo de 2025 Partido 2 | Municipal Puente Alto                                                                          | 61–68 (Series: 1-1)                   | Escuela Alemana Paillaco                                                                    | Puente Alto                                                                                           |  |  |
| 20:30                        | Parciales: 12-20, 16-10, 18-17, 15-21                                                          | Parciales: 12-20, 16-10, 18-17, 15-21 | Parciales: 12-20, 16-10, 18-17, 15-21                                                       | |  |  |
|                              | Estadísticas Kwanza Murray (15) Mabel Martínez (11) Damaris Alarcón (5) Catalina Abuyeres (16) | Reporte Pts Reb Asts Val              | Estadísticas (22) Tatiana Gómez (16) Tatiana Gómez (5) Valeria Fernández (32) Tatiana Gómez | Pabellón: Gimnasio Municipal Irene Velásquez Árbitros: P. Castro F. Ocaranza A. Salas Televisión: CDO |  |  |
| Serie empatada, 1-1          |                                                                                                |                                       |                                                                                             | |  |  |
|                              |                                                                                                |                                       |                                                                                             | |  |  |

| 24 de mayo de 2025 Partido 3             | Municipal Puente Alto                                                                     | 83–75 (Series: 2-1)                  | Escuela Alemana Paillaco                                                                  | Puente Alto                                                                          |  |  |
| 12:00                                    | Parciales: 13-19, 29-22, 20-6, 21-28                                                      | Parciales: 13-19, 29-22, 20-6, 21-28 | Parciales: 13-19, 29-22, 20-6, 21-28                                                      |                                                                                      |  |  |
|                                          | Estadísticas Kwanza Murray (30) Kwanza Murray (15) Damaris Alarcón (5) Kwanza Murray (39) | Reporte Pts Reb Asts Val             | Estadísticas (28) Agustina García (13) Daniela Dubló (6) Daniela Dubló (28) Tatiana Gómez | Pabellón: Gimnasio Municipal Irene Velásquez Árbitros: M. González E. López A. Lagos |  |  |
| Municipal Puente Alto gana la serie, 2-1 |                                                                                           |                                      |                                                                                           |                                                                                      |  |  |
|                                          |                                                                                           |                                      |                                                                                           |                                                                                      |  |  |

#### 1SUniversidad de Concepciónvs2CSportiva Italiana
| 21 de mayo de 2025 Partido 1           | Sportiva Italiana                                                                         | 69–68 (Series: 1-0)                  | Universidad de Concepción                                                              | Valparaíso                                                                     |  |  |
| 18:00                                  | Parciales: 13-8, 20-21, 17-25, 19-14                                                      | Parciales: 13-8, 20-21, 17-25, 19-14 | Parciales: 13-8, 20-21, 17-25, 19-14                                                   |                                                                                |  |  |
|                                        | Estadísticas Laila Raviolo (19) Monique Soares (17) Thiare García (7) Monique Soares (25) | Reporte Pts Reb Asts Val             | Estadísticas (26) Jade Compton (12) Jade Compton (4) Bárbara Cousiño (20) Jade Compton | Pabellón: Fortín Prat Árbitros: Á. Garrido C. Berrios J. Olave Televisión: CDO |  |  |
| Sportiva Italiana lidera la serie, 1-0 |                                                                                           |                                      |                                                                                        |                                                                                |  |  |
|                                        |                                                                                           |                                      |                                                                                        |                                                                                |  |  |

| 23 de mayo de 2025 Partido 2         | Universidad de Concepción                                                                | 63–80 (Series: 0-2)                  | Sportiva Italiana                                                           | Concepción                                                             |  |  |
| 19:30                                | Parciales: 14-23, 12-20, 8-20, 29-17                                                     | Parciales: 14-23, 12-20, 8-20, 29-17 | Parciales: 14-23, 12-20, 8-20, 29-17                                        |                                                                        |  |  |
|                                      | Estadísticas Camila Suárez (13) Camila Suárez (9) Bárbara Cousiño (3) Camila Suárez (15) | Reporte Pts Reb Asts Val             | Estadísticas (18) Monique Soares (6) Macarena Retamales (31) Monique Soares | Pabellón: Casa del Deporte Árbitros: C. Vargas A. Tudela A. Hermosilla |  |  |
| Sportiva Italiana gana la serie, 2-0 |                                                                                          |                                      |                                                                             |                                                                        |  |  |
|                                      |                                                                                          |                                      |                                                                             |                                                                        |  |  |

### Final

#### 1CMunicipal Puente Altovs2CSportiva Italiana
| 2 de junio de 2025 Partido 1           | Sportiva Italiana                                                                          | 76–70 (Series: 1-0)                  | Municipal Puente Alto                                                                       | Valparaíso                                                                         |  |  |
| 19:00                                  | Parciales: 18-19, 15-20, 25-22, 18-9                                                       | Parciales: 18-19, 15-20, 25-22, 18-9 | Parciales: 18-19, 15-20, 25-22, 18-9                                                        |                                                                                    |  |  |
|                                        | Estadísticas Monique Soares (24) Monique Soares (16) Thiare García (8) Monique Soares (39) | Reporte Pts Reb Asts Val             | Estadísticas (18) Kwanza Murray (9) Fernanda Ovalle (5) Damaris Alarcón (21) Jessika Carter | Pabellón: Fortín Prat Árbitros: M. González M. Campillay J. Cuevas Televisión: CDO |  |  |
| Sportiva Italiana lidera la serie, 1-0 |                                                                                            |                                      |                                                                                             |                                                                                    |  |  |
|                                        |                                                                                            |                                      |                                                                                             |                                                                                    |  |  |

| 5 de junio de 2025 Partido 2         | Municipal Puente Alto                                                                        | 58–59 (Series: 0-2)                 | Sportiva Italiana                                                                          | Puente Alto                                                                                   |  |  |
| 20:00                                | Parciales: 19-21, 13-18, 17-9, 9-11                                                          | Parciales: 19-21, 13-18, 17-9, 9-11 | Parciales: 19-21, 13-18, 17-9, 9-11                                                        |                                                                                               |  |  |
|                                      | Estadísticas Jessika Carter (17) Jessika Carter (14) Damaris Alarcón (8) Jessika Carter (29) | Reporte Pts Reb Asts Val            | Estadísticas (20) Monique Soares (13) Monique Soares (4) Thiare García (16) Monique Soares | Pabellón: Municipal Irene Velásquez Árbitros: P. Castro C. Vargas S. Gallegos Televisión: CDO |  |  |
| Sportiva Italiana gana la serie, 2-0 |                                                                                              |                                     |                                                                                            |                                                                                               |  |  |
|                                      |                                                                                              |                                     |                                                                                            |                                                                                               |  |  |

## Campeón
|                   |
| Sportiva Italiana |
|                   |
| 8.vo título       |

## Distinciones

### Mejor valoración de la semana
Fase regular
| Semana | Jugadora                   | Equipo                    | Val. | Ref.   |
| ------ | -------------------------- | ------------------------- | ---- | ------ |
| 1      | Betsy Guilarte             | Puerto Montt Básquetbol   | 35   | [ 7 ]  |
| 2      | Ionna McKenzie             | Colegio Los Leones        | 29   | [ 8 ]  |
| 3      | Keiunna Walker             | Colegio Los Leones        | 33   | [ 9 ]  |
| 4      | Kiera Shields              | Español de Punta Arenas   | 43   | [ 10 ] |
| 5      | Constanza Cárdenas Sánchez | Universidad de Concepción | 41   | [ 11 ] |
| 6      | Fernanda Ovalle Cáceres    | Municipal Puente Alto     | 45   | [ 12 ] |
| 6      | Ziomara Morrison Jara      | Escuela Alemana Paillaco  | 45   | [ 12 ] |
| 7      | Kwansa Murray              | Municipal Puente Alto     | 33   | [ 13 ] |
| 7      | Daniela Dubló              | Escuela Alemana Paillaco  | 33   | [ 13 ] |
| 8      | Mabel Martínez Coronado    | Municipal Puente Alto     | 30   | [ 14 ] |

### Equipo de la semana
| Sem | Jugadora 1                           | Jugadora 2                               | Jugadora 3                            | Jugadora 4                              | Jugadora 5                               | Ref    |
| --- | ------------------------------------ | ---------------------------------------- | ------------------------------------- | --------------------------------------- | ---------------------------------------- | ------ |
| 1   | Paula Moya (23) Sergio Ceppi         | Kwanza Murray (23) Puente Alto           | Catalina Pérez (19) Sportiva Italiana | Sofia Leichtle (32) Universidad Austral | Betsy Guilarte (35) Puerto Montt Básquet | [ 15 ] |
| 2   | Daniela Dubló (25) Alemana Paillaco  | Chelsey Gipson (24) Alemana Paillaco     | Bárbara Cousiño (22) UdeC             | Tatiana Gómez (26) Alemana Paillaco     | Ionna McKenzie (29) Los Leones           | [ 16 ] |
| 3   | Laila Raviolo (20) Sportiva Italiana | Keiunna Walker (33) Los Leones           | Mabel Martínez (20) Puente Alto       | Gabriela Ahumada (20) Puente Alto       | Jade Compton (29) UdeC                   | [ 17 ] |
| 4   | Fernanda Ovalle (36) Puente Alto     | Kwanza Murray (33) Puente Alto           | Mabel Martínez (31) Puente Alto       | Bárbara Cousiño (32) UdeC               | Kiera Shields (43) Español PA            | [ 18 ] |
| 5   | Fernanda Ovalle (29) Puente Alto     | Kwanza Murray (24) Puente Alto           | Constanza Cárdenas (41) UdeC          | Bárbara Cousiño (32) UdeC               | Tatiana Gómez (32) Alemana Paillaco      | [ 19 ] |
| 6   | Javiera Campos (26) Los Leones       | Akilah Bethel (35) Los Leones            | Fernanda Ovalle (45) Puente Alto      | Daniela Dubló (38) Alemana Paillaco     | Ziomara Morrison (45) Alemana Paillaco   | [ 20 ] |
| 7   | Jade Compton (28) UdeC               | Alexus Johnson (30) Los Leones           | Kwanza Murray (33) Puente Alto        | Daniela Dubló (33) Alemana Paillaco     | Ziomara Morrison (32) Alemana Paillaco   | [ 21 ] |
| 8   | Mabel Martínez (30) Puente Alto      | Aliosha Hernández (29) Sportiva Italiana | Alexus Johnson (27) Los Leones        | Catalina Ramírez (28) Puente Alto       | Sofia Leichtle (29) Universidad Austral  | [ 22 ] |

### Líderes
- Actualizado: 20 de mayo de 2025
- Fuente: [23]

Puntos por partido
|   | Jugador                  | Equipo                    | PTS | PJ | PPP   |
| - | ------------------------ | ------------------------- | --- | -- | ----- |
| 1 | Keiunna Walker           | Colegio Los Leones        | 146 | 6  | 24,33 |
| 2 | Sofía Leichtle Linzmayer | Universidad Austral       | 176 | 8  | 22    |
| 3 | Kwanza Murray            | Municipal Puente Alto     | 208 | 10 | 20,8  |
| 4 | Fernanda Ovalle Cáceres  | Municipal Puente Alto     | 152 | 8  | 19    |
| 5 | Jade Compton             | Universidad de Concepción | 132 | 7  | 18,85 |

Rebotes por partido
|   | Jugador               | Equipo                   | REB | PJ | RPP   |
| - | --------------------- | ------------------------ | --- | -- | ----- |
| 1 | Daniela Dubló         | Escuela Alemana Paillaco | 118 | 8  | 14,75 |
| 2 | Ziomara Morrison Jara | Escuela Alemana Paillaco | 58  | 4  | 14,5  |
| 3 | Kiera Shields         | Español de Punta Arenas  | 96  | 7  | 13,71 |
| 4 | Akilah Bethel         | Colegio Los Leones       | 68  | 5  | 13,6  |
| 5 | Regina Carosio        | Puerto Montt Básquetbol  | 45  | 5  | 9     |

Asistencias por partido
|   | Jugador                 | Equipo                   | AST | PJ | APP  |
| - | ----------------------- | ------------------------ | --- | -- | ---- |
| 1 | Regina Carosio          | Puerto Montt Básquetbol  | 36  | 5  | 7,2  |
| 2 | Javiera Campos Tapia    | Colegio Los Leones       | 40  | 7  | 5,71 |
| 3 | Thiare García Gutiérrez | Sportiva Italiana        | 37  | 7  | 5,28 |
| 4 | Valeria Fernández       | Escuela Alemana Paillaco | 21  | 4  | 5,25 |
| 5 | Laila Raviolo           | Sportiva Italiana        | 32  | 7  | 4,57 |